# Grand Prix Jef Scherens 1966
La 4e édition du Grand Prix Jef Scherens a eu lieu le 5 septembre 1966. Elle a été remportée par le Belge Herman Van Springel.

## Classement final
Herman Van Springel remporte la course en parcourant les 88 km en 2 h 7 min 0 s à la vitesse moyenne de 41,574 km/h. Comme les éditions 1967, 1969 et 1988, elle est couru en critérium.
| Classement final | Classement final    | Classement final | Classement final | Classement final |
|                  | Coureur             | Pays             | Équipe           | Temps            |
| ---------------- | ------------------- | ---------------- | ---------------- | ---------------- |
| 1er              | Herman Van Springel | Belgique         | '                | en 2 h 7 min 0 s |
| 2e               | Robert Lelangue     | Belgique         |                  |                  |
| 3e               | Jos Huysmans        | Belgique         |                  |                  |
| modifier         |                     |                  |                  |                  |